# (Breach)
Albums de The Wallflowers
Bringing Down the Horse
(1996) Red Letter Days
(2002)
(Breach) est le troisième album studio du groupe de rock The Wallflowers. L'album est sorti le 10 octobre 2000.

## Chansons de l'album
Toutes les chansons sont écrites et composées par Jakob Dylan.
1. Letters from the Wasteland – 4:29
2. Hand Me Down – 3:35
3. Sleepwalker – 3:31
4. I've Been Delivered – 5:01
5. Witness – 3:34
6. Some Flowers Bloom Dead – 4:44
7. Mourning Train – 4:04
8. Up from Under – 3:39
9. Murder 101 – 2:32
10. Birdcage – 8:12
11. Babybird (hidden song)

### Bonus CD
Certaines éditions incluait un Bonus CD contenant deux morceaux supplémentaire.
1. Invisible City (live)
  - Certaines copies avaient une version acoustique de Sleepwalker
2. Sleepwalker (Remix)

## Personnel
- Jakob Dylan : voix et guitares
- Rami Jaffee : claviers et chœurs
- Greg Richling : basse
- Michael Ward : guitare lead et chœurs
- Mario Calire : batterie et percussions